# Ionel-Mihail Cetățeanu
Ionel-Mihail Cetățeanu (* 5. April 1935 in Ișalnița, Kreis Dolj) ist ein ehemaliger rumänischer Politiker der Rumänischen Kommunistischen Partei PCR (Partidul Comunist Român) und Diplomat, der unter anderem zwischen 1979 und 1982 Vize-Minister für die technisch-materielle Versorgung und Kontrolle der festen Managementmittel war. Des Weiteren fungierte er von 1986 bis 1989 als Botschafter im Irak.

## Leben
Ionel-Mihail Cetățeanu besuchte von 1945 bis 1949 das Handelsgymnasium (Liceul Comercial) in Craiova und anschließend zwischen 1949 und 1953 die dortige Technische Mittelschule für Handel (Scoala Medie Tehnică de Comerț). 1948 wurde er Mitglied der Uniunea Tineretului Muncitor (UTM), der Jugendorganisation der Arbeiterpartei, und engagierte sich als Mitglied der Basisorganisation der UTM in seiner Klasse an der Mittelschule. Danach begann er 1953 ein Studium an der Fakultät für Finanz- und Kreditwirtschaft der Wirtschaftsakademie Bukarest ASE (Academia de Studii Economice), das er 1957 als Wirtschaftswissenschaftler abschloss. Während seines Studiums war er Sekretär für Studenten und Mitglied des Komitees der UTM seiner Fakultät. 1957 begann er seine berufliche Laufbahn erst als Ökonom sowie anschließend zwischen 1962 und 1965 als Leiter des Büros für Preise und Tarife des Volksrates von Craiova. Er war von 1965 bis Februar 1968 Leiter der Abteilung Finanzen des Volksrates sowie zugleich Sekretär des Parteikomitees von Oltenia, der Region Kleine Walachei. Zugleich war er Mitglied der Revisionskommission des Parteikomitees der Region Oltenia.
Im Anschluss war Cetățeanu zwischen Februar 1968 und dem 15. Oktober 1979 sowohl Sekretär des Komitees für Propaganda des Parteikomitees im Kreis Dolj als auch Vizepräsident des Exekutivkomitees des Volksrates des Kreises Dolj. Während dieser Zeit erwarb er 1972 einen Doktor in Wirtschaftswissenschaften an der Wirtschaftsakademie Bukarest und wurde am 27. Februar 1974 Mitglied des Nationalen Rundfunk- und Fernsehrates (Consiliul Național al Radioteleviziunii Române). Am 15. Oktober 1979 übernahm er den Posten als Vize-Minister für die technisch-materielle Versorgung und Kontrolle der festen Managementmittel (Adjunct al Ministrului Aprovizionării Tehnico-Materiale și Controlului Gospodăririi Fondurilor Fixe) und bekleidete dieses Amt bis zum 14. Juni 1982. Anschließend war er zwischen dem 14. Juni 1982 und dem 17. September 1986 Berater von Staatspräsident Nicolae Ceaușescu. Des Weiteren wurde er am 7. Dezember 1982 Sekretär des Obersten Rates für wirtschaftliche und soziale Entwicklung (Consiliul Organizării economico-sociale). Er wurde bei einem ZK-Plenum am 18. Dezember 1982 Kandidat des ZK und bekleidete diese Funktion bis zum Dreizehnten Parteitag der PCR (19. bis 22. November 1984). Auf dem Dreizehnten Parteitag der PCR (19. bis 22. November 1984) wurde er Mitglied des ZK und gehörte diesem Gremium bis zum 16. Dezember 1987 an.
Zuletzt übernahm Ionel-Mihail Cetățeanu am 30. Oktober 1986 den Posten als Außerordentlicher und Bevollmächtigter Botschafter im Irak und bekleidete diesen bis zum Zusammenbruch des Kommunismus im Zuge der Revolution am 22. Dezember 1989. 1988 wurde er darüber hinaus Mitglied der ZK-Kommission für Angelegenheit der wirtschaftlichen Zusammenarbeit und internationale Beziehungen von Partei und Staat.